# Rush (Brussel)

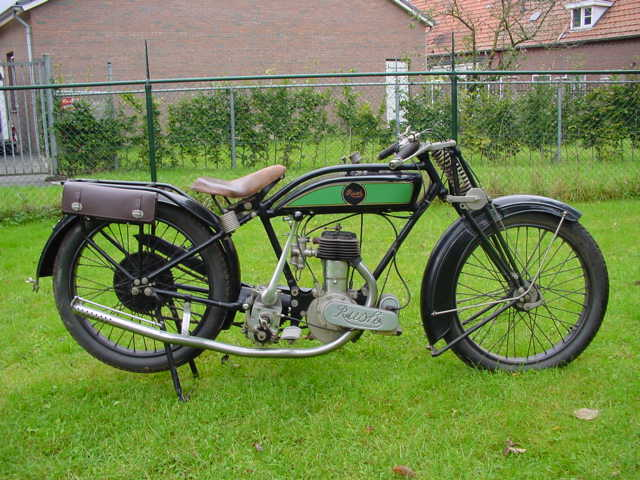
Rush 350 cc zijklepper uit 1924.

Rush is een historisch merk van motorfietsen.
Deze werden geproduceerd door Cravillon & Cie, Oudergem-Brussel, later Motocyclettes Rush, J. van Geert, Oudergem-Brussel van 1921 tot 1931.
Belgisch motormerk, opgericht door Omer Cravillon. Hij begon in 1921 met de bouw van motorfietsen met JAP-, Blackburne- en Sturmey-Archer-inbouwmotoren. Men behaalde direct klinkende successen in wedstrijden.
In 1923 nam ingenieur Maurice van Geert het merk over. Hij bracht vele verbeteringen aan waardoor het succes nog groter werd. Onder Van Geert kwamen er ook 350-, 500- en 600 cc motorblokken van eigen fabricaat, die onder andere voorzien werden van de door Harry Ricardo gepatenteerde verbrandingskamer. Van Geert was in 1929 een van de eersten die zadeltanks ging toepassen.
In 1931 moest het bedrijf, mogelijk onder invloed van de beurskrach van 1929, de poorten sluiten, maar Van Geert bleef zich bezighouden met de techniek. In 1935 wist hij met een doorontwikkelde machine van Rush nog de GP van Francorchamps te winnen.